# Португало-турецкая война (1538—1557)
Вторая португало-турецкая война — вооружённый конфликт в 1538—57 годах между королевством Португалия и Османской империей, местом действия которого были Индийский океан, прибрежные районы Индии и Аравии, Красное море и Восточная Африка.

## Ход войны
Вторая португало-турецкая война развивалась на фоне начавшейся ранее Адало-эфиопской войны на территории Восточной Африки между местными мусульманскими султанатами, поддержанными турками, и христианской Эфиопией. После вторжения мусульманских войск в Эфиопию в 1529 году, практической оккупации её армиями султана Адала Ахмеда ибн Ибрагима аль-Гази и бегства эфиопского императора Давида II, Португалия решила вмешаться и 10 февраля 1541 года в эритрейском порту Массауа, уже во время правления в Эфиопии императора Клавдия, высадился португальский отряд под командованием Криштована да Гама, сына мореплавателя Васко да Гама. Он включал в себя 400 аркебузиров, отряд португальской конницы, а также пушкарей, военных инженеров и сапёров. В это же время на стороне султаната Адал воевал турецкий отряд из 2.000 стрелков-арабов, 900 турецких копьеносцев, 1.000 турецких стрелков-пехотинцев, вооружённых огнестрельным оружием, а также отрядов албанских пеших стрелков и турецкой кавалерии. Такой была изначальная расстановка сил к началу военных действий в Африке.
Собственно же война началась на море в 1538 году, когда турецкий султан Сулейман I Великолепный отправил в Индийский океан флот из 54 кораблей под командованием адмирала Хусейн-паши с заданием блокировать и захватить переданный португальцам султаном Гуджарата в 1535 году порт-крепость Диу на западном побережье Индии. Однако португальцы узнали об этой морской экспедиции турок, и 31 декабря 1540 года навстречу османскому флоту из Гоа вышел португальский флот под командованием старшего сына Васко да Гамы, Эштевана. 27 января 1541 года португальский флот занял Аден, затем Массауа, где высадил отряд Криштована да Гама, и 12 февраля отплыл на север в направлении к Суэцу, навстречу кораблям турок. Османская эскадра к этому времени уже была информирована о приближении противника, приготовилась к обороне и попыталась внезапной атакой сжечь находившиеся на стоянке португальские корабли. Эштеван да Гама в ответ атаковал порт Эль-Тор на Синайском полуострове, однако затем был вынужден вернуться в Массауа.
На африканском театре военных действий Криштовану да Гама первоначально сопутствовал успех. В феврале 1542 года португальцы разгромили объединённую армию Адала и турок в битве при Басенте, а затем и в битве при Джарте. Однако в последующем сражении при Вофле превосходившее отряд да Гамы войско мусульман одержало победу, Криштован да Гама был захвачен в плен и, отказавшись принять ислам, замучен до смерти. Уцелевшие в этом сражении португальцы (около 170 человек), соединились с эфиопским войском императора Клавдия и внесли решающий вклад в его победу в битве при Вайна Дага, убив в ней султана Ахмеда Грана и отомстив таким образом за смерть своего командира Криштована да Гама, казнённого по приказу этого мусульманского правителя. После гибели своего военачальника мусульманские отряды обратились в бегство, и Адало-эфиопская война на этом практически была завершена.
В Индийском океане, однако, боевые действия продолжались. Диу трижды подвергался атакам турецкого флота — в 1541, 1545 и в 1549 годах — но все эти нападения были португальцами отбиты. В 1547 году турецко-египетскую эскадру в Индийском океане возглавил адмирал Пири-реис, развернувший активные военные действия. 26 февраля 1548 года он отвоевал Аден, в 1552 году он взял Бендер-Аббас и занял Маскат. Продвигаясь дальше на восток, он захватил остров Ормуз в Ормузском проливе, что позволяло туркам контролировать вход в Персидский залив. Однако попытка турок изгнать португальцев из Бахрейна успехом не увенчалась, 25 августа 1554 года португальцы разгромили османскую эскадру в Оманском заливе, а в 1556 году османский флот был уничтожен сильным штормом у берегов Гуджарата.
В 1557 году Османская империя объявила о номинальном создании на африканском побережье Красного моря своей новой провинции (эялета) Хабеш, в который должен был войти и важный для Эфиопии морской порт Массауа — вскоре после чего началась Эфиопо-турецкая война.